# استان تنغیر
استان تنغیر (به فرانسوی: Province de Tinghir) یک استان در مراکش است که در درعه تافیلالت واقع شده‌است. استان تنغیر ۱۳٬۰۰۷ کیلومتر مربع مساحت و ۳۲۲٬۴۱۲ نفر جمعیت دارد.